# Dubai World Championship 2009
Het Dubai World Championship presented by: DP World is een wereldkampioenschap waaraan de beste zestig golfers van de Europese PGA Tour mogen deelnemen. Het kampioenschap werd in 2009 voor het eerst gespeeld.
Bij de aankondiging van het toernooi werd vermeld dat de prijzenpot €10.000.000 zou bevatten. In september 2009 werd medegedeeld dat dit bedrag was gedaald naar €7.500.000. De winnaar kreeg € 830.675,=.
De top van de Race To Dubai staat voorafgaand aan het toernooi dicht bij elkaar: Rory McIlroy uit Noord-Ierland is de leider van de Race en tevens de jongste van het veld, Lee Westwood uit Engeland staat op de tweede plaats en Martin Kaymer uit Duitsland op de derde plaats. Winst van het toernooi betekent voor elk van de drie ook winst van de Race To Dubai. Mocht Ross Fisher uit Engeland winnen, dan kan hij kampioen van de Europese Tour worden maar dat was dan mede afhankelijke van de prestaties van de eerder genoemde drie spelers.
Uiteindelijk wist Lee Westwood het toernooi te winnen, met 6 slagen voorsprong op zijn landgenoot Ross McGowan.

## De baan
Er wordt gespeeld op de Earth Course, de vierde en nieuwste baan van de Jumeirah Golf Estates in Dubai. De baan is ontworpen door Greg Norman en wordt met dit toernooi voor het eerst bespeeld. Jamie Donaldson mocht als eerste afslaan en begon met een birdie.
Er zijn weinig waterhindernissen, wel zijn er veel bunkers gevuld met gemalen marmer, hetgeen er schitterend wit uitziet. De par-3 17de green ligt op een eiland, maar heeft vier bunkers om de bal droog te houden. De baan heeft een par van 72.
| Hole   | 1   | 2   | 3   | 4   | 5   | 6   | 7   | 8   | 9   | 10  | 11  | 12  | 13  | 14  | 15  | 16  | 17  | 18  | Totaal |
| ------ | --- | --- | --- | --- | --- | --- | --- | --- | --- | --- | --- | --- | --- | --- | --- | --- | --- | --- | ------ |
| Par    | 4   | 5   | 4   | 3   | 4   | 3   | 5   | 4   | 4   | 4   | 4   | 4   | 3   | 5   | 4   | 4   | 3   | 5   | 72     |
| Meters | 415 | 533 | 413 | 224 | 372 | 170 | 523 | 422 | 456 | 400 | 367 | 435 | 187 | 572 | 339 | 444 | 178 | 567 | 7017   |
| Yards  | 454 | 583 | 452 | 245 | 407 | 186 | 572 | 461 | 499 | 437 | 401 | 476 | 204 | 626 | 371 | 486 | 195 | 620 | 7675   |

## Het toernooi

### Ronde 1, donderdag 19 november 2009
Het is 31 graden, vochtigheid 26%, dus prettig golfweer. Er zijn 58 spelers aan de start verschenen, met 17 verschillende nationaliteiten. Engeland is het best vertegenwoordigd met 15 spelers. Van de 58 deelnemers hebben 49 spelers eerder een toernooi op de Europese PGA Tour gewonnen en 4 spelers zijn winnaars van een Major. Drie spelers spelen hun rookieseizoen: Gareth Maybin, Danny Willett en Chris Wood, een van hen zal de Sir Henry Cotton Rookie of the Year Award krijgen.
11:30 uur: De helft van de spelers is al binnen. Chris Wood en Camilo Villegas, hebben een ronde van 66 gemaakt en staan aan de leiding.
14:00 uur: Alle spelers zijn binnen. Aan de leiding staat Robert Allenby met -7, Wood en Villegas hebben op hun gedeeld tweede plaats gezelschap gekregen van Lee Westwood. Er hebben 33 spelers onder par gespeeld.

### Ronde 2, vrijdag 20 november 2009
9:00 uur: Er is weer vanaf 7:40 uur gestart. Thomas Levet staat na 15 holes op -6 en een totaal van -5 en laat zien dat je het nooit moet opgeven. Justin Rose, die in de eerste ronde par speelde, staat na 9 holes +3 en is gezakt naar de 54ste plaats. De leiders moeten nog starten.
13:00 uur: Pádraig Harrington heeft -5 gemaakt en staat aan de leiding met een totaal van -9. Hij moet nog twee holes spelen. Thomas Levet eindigde met drie bogeys en staat nu met -2 op een gedeeld 23ste plaats. Rory McIlroy heeft deze ronde -3 gemaakt en staat met vijf anderen op een gedeelde derde plaats. Lee Westwood moet nog twee holes spelen maar staat nog op de tweede plaats.
14:00 uur: Harrington maakte een dubbel bogey op de laatste hole en staat nu op -7. Lee Westwood staat alleen aan de leiding op -9 en wordt achtervolgd door zes spelers op -7 en vier spelers op -6. Martin Kaymer lijkt zijn kans verspeeld te hebben door te eindigen met twee bogeys. Hij staat met -2 nu op de 24ste plaats.

### Ronde 3, zaterdag 21 november 2009
9:30 uur: Het is nu 27 graden met een vochtigheid van 47%. Bij dit toernooi spelen alle spelers vier rondes. Ernie Els stond na twee rondes op +4 onderaan de lijst en moest als eerst afslaan, wat hem niet vaak zal overkomen. Hij is al binnen en heeft -2 gemaakt en is voorlopig zeven plaatsen opgeklommen. Chris Wood, die 66-78 maakte staat na 16 holes op -5 en is al 23 plaatsen geklommen.
13:00 uur: De beste dagscore tot nu toe is -6, binnengebracht door Peter Hanson, die naar de gedeeld 11de plaats is gestegen, en Alexander Norén, die nu met -10 op de vierde plaats staat. Bij de koplopers is weinig veranderd, maar ze zijn nog niet klaar. Westwood staat met -14 nog aan de leiding, McGowan heeft -13 en McIlroy -12.
14:30 uur: Iedereen is binnen. Westwood en McGowan maakten ook -6 en staan resp. op -15 en -13. McIlroy eindigde met drie bogeys en staat nu op -10, samen met Harrington en Norén.

### Ronde 4, zondag 22 november 2009
12:00 uur: Lee Westwood stevent op een overwinning af, na 13 holes staat hij op -6 en een totaal van -22, de volgende spelers op het bord is McGowan op -16, dan volgen McIlroy en Ogilvy op -15.
14:30 uur: Lee Westwood is de winnaar van het toernooi en tevens de beste speler van de Europese Tour. Hij maakte een laatste ronde van 64 en eindigde met zes slagen voorsprong op McGowan. Slechts tien spelers hebben geen eindscore onder par gemaakt.

## Spelers
| - Thomas Aiken - Robert Allenby - Grégory Bourdy - Rafael Cabrera Bello - Luke Donald - Jamie Donaldson - Nick Dougherty - Bradley Dredge - David Drysdale - Simon Dyson - Johan Edfors - Ernie Els - Niclas Fasth - Gonzalo Fernández-Castaño - Ross Fisher - Sergio Garcia - Retief Goosen - Anders Hansen - Søren Hansen | - Peter Hanson - Pádraig Harrington - Peter Hedblom - Raphaël Jacquelin - Thongchai Jaidee - Miguel Ángel Jiménez - Martin Kaymer - James Kingston - Søren Kjeldsen - Peter Lawrie - Thomas Levet - Wen-chong Liang - Gareth Maybin - Graeme McDowell - Ross McGowan - Damien McGrane - Rory McIlroy - Francesco Molinari - Alexander Norén | - Geoff Ogilvy - Louis Oosthuizen - Ian Poulter - Alvaro Quiros - Robert Rock - Justin Rose - Charl Schwartzel - Adam Scott - Jeev Milkha Singh - Henrik Stenson - Richard Sterne - Graeme Storm - Scott Strange - Camilo Villegas - Anthony Wall - Steve Webster - Lee Westwood - Danny Willett - Oliver Wilson - Chris Wood |

2009 · 2010 · 2011 · 2012 · 2013 · 2014